# 李少如
李少如（英語：Lee, Shao-Ju），臺灣管理科學、經濟學學者，美國加州大學洛杉磯分校安德森管理學院管理學博士，曾長年任教美國加州州立大學北嶺分校管理科學教授並擔任系主任，同時擔任該校中國研究所所長，之後獲終身教授。
1995年，從美國返國創辦國立東華大學企業管理研究所並擔任創所所長，後出任國立東華大學管理學院創院院長、國立東華大學學務長／教務長／副校長等行政職，退休後任中國南開大學經濟與社會發展研究院現代物流中心主任。
之後獲美國加州州立大學北嶺分校、國立東華大學管理學院聘為榮譽教授，其出版有《中國現代物流：簡介》、《中國當代物流：同化與創新》、《中國當代物流：系統重構與技術進步》、《當代中國物流：轉型與振興》等系列書籍。